# Route nationale 46
La route nationale 46 (RN 46 o N 46) è stata una strada nazionale francese che partiva da Marle e terminava a Parois. Con i declassamenti degli anni settanta è stata totalmente trasformata in una strada dipartimentale, la D946.

## Percorso
Da Marle, dove passa la N2, si muoveva verso est rimanendo poco a sud del fiume Serre fino alle prossimità di Rozoy-sur-Serre. Da qui prosegue verso sud-est e supera l’Aisne a Rethel per poi piegare di nuovo verso est. Passa ancora l’Aisne a Vouziers e, poco dopo, vira a sud. A partire da Grandpré segue l’Aire fino ad Aubréville, da dove costeggia la Cousances fino a Parois, frazione di Clermont-en-Argonne che viene attraversata dall’ex N3, oggi D603.